# أوبيناس
 أوبيناس ، (بالفرنسية: Aubenas)، هي بلدية فرنسية في الجزء الجنوبي من إقليم أرديشي، في نهر الرون، في جنوب فرنسا.

## توأمة
لأوبيناس اتفاقيات توأمة مع كل من:
- ساير
- زيلزاته
- تشيزيناتيكو

## أعلام
- لويس شايو
- جان مارك مولين
- سيدريك باربوسا
- رينو كوهاد
- أنتوني مونير
- ريمي مارتن
- إنريكو ألبرتو